# Hermonassa discoidalis
Hermonassa discoidalis är en fjärilsart som beskrevs av Charles Boursin. Hermonassa discoidalis ingår i släktet Hermonassa och familjen nattflyn. Inga underarter finns listade i Catalogue of Life.